# San Luis de Palenque (ort)
San Luis de Palenque är en ort i Colombia.   Den ligger i departementet Casanare, i den centrala delen av landet, 270 km öster om huvudstaden Bogotá. San Luis de Palenque ligger 173 meter över havet och antalet invånare är 2 032.
Terrängen runt San Luis de Palenque är mycket platt. Runt San Luis de Palenque är det mycket glesbefolkat, med 2 invånare per kvadratkilometer. Närmaste större samhälle är Trinidad, 11,2 km öster om San Luis de Palenque. Omgivningarna runt San Luis de Palenque är huvudsakligen savann.